# 阿拉伯聯合大公國死刑制度
死刑在阿聯酋是一項法定的刑罰。阿联酋国民和外国公民都有因犯罪被处决的案例。

## 执行方式及罪名
根据阿联酋的法律，多项罪行均可判处死刑，执行死刑的方式有行刑队枪决、绞刑或石刑。
现行法律允许对下列行为判处死刑：叛国、恐怖主义、加入伊斯兰国、间谍、谋杀、成功煽动他人自杀、纵火致人死亡、不雅袭击致人死亡、叛教、强奸、情节严重的抢劫、鸡奸、同性恋、贩毒等。

## 著名案例
- 1995年，菲佣萨拉·巴拉巴甘引起了居住在阿联酋许多人的注意。据报道，她在她的雇主Al Ain的房子里谋杀了其雇主，尽管她一直坚称，她只是在他试图强奸她后自卫杀死了他。在阿联酋总统亲自介入后，巴拉巴甘被释放，但不得不支付赔偿金。此外，她被驱逐回她的国家，她在该国的居留权也被取消。[8]

- 2010年2月，拉希德·拉希迪被行刑队处决。他被控于2009年11月27日在一座清真寺的厕所内强奸并谋杀一名4岁的儿童莫萨·穆赫蒂尔。[9] [10]

- 2015年6月，联邦最高法院判处阿联酋女恐怖分子阿拉·巴德尔·哈什米死刑，罪名是谋杀伊比利亚·瑞安，并在一名埃及裔美国医生位于阿布扎比的家中植入“手工制作的炸弹”。该女子于2014年12月犯罪，于2015年7月13日凌晨被处决。[11]这是囚犯在如此短的时间内被处决的唯一一次，也是为数不多的妇女被处决的案例之一。

- 2017年11月23日，在2016年5月强奸并杀害8岁男孩奥拜达的罪犯尼达尔·埃萨·阿卜杜拉被处决。[12]